# Bobłow (obwód kurski)
Bobłow (ros. Боблов) – chutor w zachodniej Rosji, w sielsowiecie bierieznikowskim rejonu rylskiego w obwodzie kurskim.

## Geografia
Miejscowość położona jest 9 km od centrum administracyjnego sielsowietu bierieznikowskiego (Bieriezniki), 8 km od centrum administracyjnego rejonu (Rylsk), 106 km od Kurska.

## Demografia
W 2010 r. miejscowość nie posiadała mieszkańców.